# Serranía del Pinche
La serranía del Pinche es parte de la Cordillera Occidental de los Andes colombianos. Las montañas consisten en varios cumbres altas con pequeños parches de páramo aislado y proporcionan un corredor entre las regiones biogeográficas del Pacífico y los Andes. Se encuentra ubicado el municipio de Argelia en el departamento del Cauca. Esta área está siendo considerada por el gobierno colombiano para su protección como Santuario de Flora y Fauna. Esta área es importante por su increíble biodiversidad y alto porcentaje de bosque primario. Un colibrí endémico, el zamarrito del Pinche (Eriocnemis isabellae), solo se encuentra aquí y se considera que la población está en peligro crítico.

## Geografía
La sierra se encuentra en el suroeste de Colombia, en el flanco occidental de los Andes occidentales, en el centro sur del departamento del Cauca, en la frontera con el departamento de Nariño. Incluye los pueblos de El Naranjal, Las Pilas, La Belleza, Lusitania y Santa Clara dentro del municipio de Argelia. El rango altitudinal varía entre 2200 m y 3800 m. La frontera occidental consiste en las cuencas superiores de los ríos Timbiquí y Guapi. Al norte se encuentran los ríos Plateado y Napi, y al sur y al este se encuentra la cuenca superior del río San Juan de Micay, uno de los ríos económicamente más importantes de esta región.
Esta parte de las cordillera Occidental está localizada al sur y al oeste de Munchique, un parque natural nacional de igual importancia con consideraciones a su alta biodiversidad.